# Caenogastropoda
Caenogastropoda Cox, 1960 è una delle sei sottoclassi in cui vengono attualmente suddivisi i molluschi della classe dei Gasteropodi.

## Descrizione
I molluschi di questa sottoclasse hanno conchiglie dalle forme, dai colori e dai disegni molto variabili, con spira regolare o irregolare, generalmente alta, bassa o discoidale. L'opercolo può essere sia corneo che calcificato.
Presentano generalmente sessi separati.

## Tassonomia

### Classificazione  di Ponder e Lindberg (1997)
La classificazione del 1997 di Ponder e Lindberg collocava il taxon Caenogastropoda al rango di superordine, suddividendolo in due ordini:
- Ordine Architaenioglossa Haller, 1890
  - Superfamiglia Ampullarioidea J.E. Gray, 1824
  - Superfamiglia Cyclophoroidea J.E. Gray, 1847
- Ordine Sorbeoconcha Ponder & Lindberg, 1997
  - Sottordine Discopoda P. Fischer, 1884
    - Superfamiglia Campaniloidea Douvillé, 1904
    - Superfamiglia Cerithioidea Férussac, 1822

  - Sottordine Hypsogastropoda Ponder & Lindberg, 1997
  - Infraordine Littorinimorpha Golikov & Starobogatov, 1975
    - Superfamiglia Calyptraeoidea Lamarck, 1809
    - Superfamiglia Capuloidea J. Fleming, 1822
    - Superfamiglia Carinarioidea Blainville, 1818
    - Superfamiglia Cingulopsoidea Fretter & Patil, 1958
    - Superfamiglia Cypraeoidea Rafinesque, 1815
    - Superfamiglia Ficoidea Meek, 1864
    - Superfamiglia Laottierinoidea Warén & Bouchet, 1990
    - Superfamiglia Littorinoidea (Children, 1834)
    - Superfamiglia Naticoidea Forbes, 1838
    - Superfamiglia Rissooidea J.E. Gray, 1847
    - Superfamiglia Stromboidea Rafinesque, 1815
    - Superfamiglia Tonnoidea Suter, 1913
    - Superfamiglia Trivioidea Troschel, 1863
    - Superfamiglia Vanikoroidea J.E. Gray, 1840
    - Superfamiglia Velutinoidea J.E. Gray, 1840
    - Superfamiglia Vermetoidea Rafinesque, 1815
    - Superfamiglia Xenophoroidea Troschel, 1852

  - Infraordine Ptenoglossa J.E. Gray, 1853
    - Superfamiglia Eulimoidea Philippi, 1853
    - Superfamiglia Janthinoidea Lamarck, 1812
    - Superfamiglia Triphoroidea J.E. Gray, 1847

  - Infraordine Neogastropoda Thiele, 1929
    - Superfamiglia Buccinoidea
    - Superfamiglia Cancellarioidea Forbes & Hanley, 1851
    - Superfamiglia Conoidea Rafinesque, 1815
    - Superfamiglia Muricoidea Rafinesque, 1815

### Classificazione di Bouchet & Rocroi (2005)
Nella classificazione di Bouchet & Rocroi (2005) i raggruppamenti linneani compresi tra la classe e la superfamiglia venivano sostituidi da cladi e gruppi informali; i raggruppamenti presenti all'interno del clade Caenogastropoda sono mostrati nel seguente cladogramma:
|                 | Caenogastropoda di incerta collocazione sistematica                                                                |
|                 | |
|                 | Architaenioglossa (gruppo informale)                                                                               |
|                 | |
|                 | Sorbeoconcha |
|                 | |
| Hypsogastropoda | \| \| Littorinimorpha \| \| \| \| \| \| Ptenoglossa (gruppo informale) \| \| \| \| \| \| Neogastropoda \| \| \| \| |
|                 | \| \| Littorinimorpha \| \| \| \| \| \| Ptenoglossa (gruppo informale) \| \| \| \| \| \| Neogastropoda \| \| \| \| |
|                 | Littorinimorpha |
|                 | |
|                 | Ptenoglossa (gruppo informale)                                                                                     |
|                 | |
|                 | Neogastropoda |
|                 | |

|  | Littorinimorpha                |
|  |                                |
|  | Ptenoglossa (gruppo informale) |
|  |                                |
|  | Neogastropoda                  |
|  |                                |

### Classificazione MolluscaBase/WoRMS (2020)
La classificazione attualmente accettata, frutto di una revisione del 2017 che ha portato alla reintroduzione dei tradizionali ranghi linneani al posto di cladi e gruppi informali, assegna al raggruppamento Heterobranchia il rango di sottoclasse.
- Sottoclasse Caenogastropoda
  - Ordine Architaenioglossa
    - Superfamiglia Ampullarioidea Gray, 1824
      - Famiglia Ampullariidae Gray, 1824

    - Superfamiglia Cyclophoroidea Gray, 1847
      - Famiglia Aciculidae Gray, 1850
      - Famiglia Craspedopomatidae Kobelt & Möllendorff, 1898
      - Famiglia Cyclophoridae Gray, 1847
      - Famiglia Diplommatinidae L. Pfeiffer, 1856
      - Famiglia Maizaniidae Tielecke, 1940
      - Famiglia Megalomastomatidae Blanford, 1864
      - Famiglia Neocyclotidae Kobelt & Möllendorff, 1897
      - Famiglia Pupinidae L. Pfeiffer, 1853

    - Superfamiglia Viviparoidea Gray, 1847
      - Famiglia Viviparidae Gray, 1847

  - Ordine Littorinimorpha
    - Superfamiglia Calyptraeoidea Lamarck, 1809
      - Famiglia Calyptraeidae Blainville, 1824

    - Superfamiglia Capuloidea J. Fleming, 1822
      - Famiglia Capulidae J. Fleming, 1822

    - Superfamiglia Cingulopsoidea Fretter & Patil, 1958
      - Famiglia Cingulopsidae Fretter & Patil, 1958
      - Famiglia Eatoniellidae Ponder, 1965
      - Famiglia Rastodentidae Ponder, 1966

    - Superfamiglia Cypraeoidea Rafinesque, 1815
      - Famiglia Cypraeidae Rafinesque, 1815
      - Famiglia Eratoidae Gill, 1871
      - Famiglia Ovulidae J. Fleming, 1822
      - Famiglia Triviidae Troschel, 1863
      - Famiglia Velutinidae Gray, 1840

    - Superfamiglia Ficoidea Meek, 1864 (1840)
      - Famiglia Ficidae Meek, 1864 (1840)

    - Superfamiglia Littorinoidea Children, 1834 (famiglie esistenti)
      - Famiglia Annulariidae Henderson & Bartsch, 1920
      - Famiglia Littorinidae Children, 1834
      - Famiglia Pomatiidae Newton, 1891 (1828)
      - Famiglia Skeneopsidae Iredale, 1915
      - Famiglia Zerotulidae Warén & Hain, 1996

    - Superfamiglia Naticoidea Guilding, 1834
      - Famiglia Naticidae Guilding, 1834

    - Superfamiglia Pterotracheoidea Rafinesque, 1814
      - Famiglia Atlantidae Rang, 1829
      - Famiglia Carinariidae Blainville, 1818
      - Famiglia Pterotracheidae Rafinesque, 1814

    - Superfamiglia Rissooidea Gray, 1847
      - Famiglia Barleeiidae Gray, 1857
      - Famiglia Emblandidae Ponder, 1985
      - Famiglia Lironobidae Ponder, 1967
      - Famiglia Rissoidae Gray, 1847
      - Famiglia Rissoinidae Stimpson, 1865
      - Famiglia Zebinidae Coan, 1964

    - Superfamiglia Stromboidea Rafinesque, 1815
      - Famiglia Aporrhaidae Gray, 1850
      - Famiglia Rostellariidae Gabb, 1868
      - Famiglia Seraphsidae Gray, 1853
      - Famiglia Strombidae Rafinesque, 1815
      - Famiglia Struthiolariidae Gabb, 1868

    - Superfamiglia Tonnoidea Suter, 1913 (1825)
      - Famiglia Bursidae Thiele, 1925
      - Famiglia Cassidae Latreille, 1825
      - Famiglia Charoniidae Powell, 1933
      - Famiglia Cymatiidae Iredale, 1913
      - Famiglia Laubierinidae Warén & Bouchet, 1990
      - Famiglia Personidae Gray, 1854
      - Famiglia Ranellidae Gray, 1854
      - Famiglia Thalassocyonidae F. Riedel, 1995
      - Famiglia Tonnidae Suter, 1913 (1825)

    - Superfamiglia Truncatelloidea Gray, 1840
      - Famiglia Amnicolidae Tryon, 1863
      - Famiglia Anabathridae Keen, 1971
      - Famiglia Assimineidae H. Adams & A. Adams, 1856
      - Famiglia Bithyniidae Gray, 1857
      - Famiglia Bythinellidae Locard, 1893
      - Famiglia Caecidae Gray, 1850
      - Famiglia Calopiidae Ponder, 1999
      - Famiglia Clenchiellidae D.W. Taylor, 1966
      - Famiglia Cochliopidae Tryon, 1866
      - Famiglia Elachisinidae Ponder, 1985
      - Famiglia Emmericiidae Brusina, 1870
      - Famiglia Epigridae Ponder, 1985
      - Famiglia Falsicingulidae Slavoshevskaya, 1975
      - Famiglia Helicostoidae Pruvot-Fol, 1937
      - Famiglia Hydrobiidae Stimpson, 1865
      - Famiglia Hydrococcidae Thiele, 1928
      - Famiglia Iravadiidae Thiele, 1928
      - Famiglia Lithoglyphidae Tryon, 1866
      - Famiglia Moitessieriidae Bourguignat, 1863
      - Famiglia Pomatiopsidae Stimpson, 1865
      - Famiglia Spirostyliferinidae Layton, Middelfart, Tatarnic & N. G. Wilson, 2019
      - Famiglia Stenothyridae Tryon, 1866
      - Famiglia Tateidae Thiele, 1925
      - Famiglia Tomichiidae Wenz, 1938
      - Famiglia Tornidae Sacco, 1896 (1884)
      - Famiglia Truncatellidae Gray, 1840
      - Famiglia Vitrinellidae Bush, 1897

    - Superfamiglia Vanikoroidea Gray, 1840
      - Famiglia Eulimidae Philippi, 1853
      - Famiglia Haloceratidae Warén & Bouchet, 1991
      - Famiglia Hipponicidae Troschel, 1861
      - Famiglia Vanikoridae Gray, 1840

    - Superfamiglia Vermetoidea Rafinesque, 1815
      - Famiglia Vermetidae Rafinesque, 1815

    - Superfamiglia Xenophoroidea Troschel, 1852 (1840)
      - Famiglia Xenophoridae Troschel, 1852 (1840)

  - Ordine Neogastropoda
    - Superfamiglia Buccinoidea Rafinesque, 1815
      - Famiglia Belomitridae Kantor, Puillandre, Rivasseau & Bouchet, 2012
      - Famiglia Buccinidae Rafinesque, 1815
      - Famiglia Colubrariidae Dall, 1904
      - Famiglia Columbellidae Swainson, 1840
      - Famiglia Fasciolariidae Gray, 1853
      - Famiglia Melongenidae Gill, 1871 (1854)
      - Famiglia Nassariidae Iredale, 1916 (1835)
      - Famiglia Pisaniidae Gray, 1857
      - Famiglia Tudiclidae Cossmann,1901

    - Superfamiglia Conoidea J. Fleming, 1822
      - Famiglia Borsoniidae Bellardi,1875
      - Famiglia Bouchetispiridae Kantor, E. E. Strong & Puillandre, 2012,
      - Famiglia Clathurellidae H. Adams & A. Adams, 1858
      - Famiglia Clavatulidae Gray, 1853
      - Famiglia Cochlespiridae Powell, 1942
      - Famiglia Conidae J. Fleming, 1822
      - Famiglia Conorbidae de Gregorio, 1880
      - Famiglia Drilliidae Olsson, 1964
      - Famiglia Fusiturridae Abdelkrim et al., 2018
      - Famiglia Horaiclavidae Bouchet, Kantor, Sysoev & Puillandre, 2011
      - Famiglia Mangeliidae P. Fischer, 1883
      - Famiglia Marshallenidae Abdelkrim et al., 2018
      - Famiglia Mitromorphidae T.L. Casey, 1904
      - Famiglia Pseudomelatomidae J.P.E. Morrison, 1966
      - Famiglia Raphitomidae Bellardi, 1875
      - Famiglia Terebridae Mörch, 1852
      - Famiglia Turridae H. Adams & A. Adams, 1853 (1838)
      - Famiglia Conoidea incertae sedis
        - Austrotoma Finlay, 1924
        - Bathyferula Stahlschmidt, D. Lamy & Fraussen, 2012
        - Cryptomella Finlay, 1924
        - Hemipleurotoma Cossmann,1889
        - Moniliopsis Conrad, 1865
        - Parasyngenochilus Long, 1981
        - Sinistrella Meyer, 1887

    - Superfamiglia Mitroidea Swainson,1831
      - Famiglia Charitodoronidae Fedosov, Herrmann, Kantor & Bouchet, 2018
      - Famiglia Mitridae Swainson,1831
      - Famiglia Pyramimitridae Cossmann,1901

    - Superfamiglia Muricoidea Rafinesque, 1815
      - Famiglia Muricidae Rafinesque, 1815

    - Superfamiglia Olivoidea Latreille, 1825
      - Famiglia Ancillariidae Swainson, 1840
      - Famiglia Bellolividae Kantor, Fedosov, Puillandre, Bonillo & Bouchet, 2017
      - Famiglia Benthobiidae Kantor, Fedosov, Puillandre, Bonillo & Bouchet, 2017
      - Famiglia Olividae Latreille, 1825
      - Famiglia Pseudolividae de Gregorio, 1880

    - Superfamiglia Turbinelloidea Rafinesque, 1815
      - Famiglia Columbariidae Tomlin, 1928
      - Famiglia Costellariidae MacDonald, 1860
      - Famiglia Ptychatractidae Stimpson, 1865
      - Famiglia Turbinellidae Swainson,1835
      - Famiglia Volutomitridae Gray, 1854

    - Superfamiglia Volutoidea Rafinesque, 1815
      - Famiglia Cancellariidae Forbes & Hanley, 1851
      - Famiglia Cystiscidae Stimpson, 1865
      - Famiglia Granulinidae G. A. Coovert & H. K. Coovert, 1995
      - Famiglia Marginellidae J. Fleming, 1828
      - Famiglia Marginellonidae Coan, 1965
      - Famiglia Volutidae Rafinesque, 1815

  - Subterclasse Sorbeoconcha
    - Superordine Sorbeoconcha incertae sedis
      - Famiglia Globocornidae Espinosa & Ortea, 2010

  - Ordine Caenogastropoda incertae sedis
    - Famiglia Lyocyclidae Thiele, 1925
    - Superfamiglia Abyssochrysoidea Tomlin, 1927
      - Famiglia Abyssochrysidae Tomlin, 1927
      - Famiglia Provannidae Warén & Ponder, 1991

    - Superfamiglia Campaniloidea
      - Famiglia Ampullinidae Cossmann, 1919
      - Famiglia Campanilidae Douvillé, 1904
      - Famiglia Plesiotrochidae Houbrick, 1990

    - Superfamiglia Cerithioidea J. Fleming, 1822
      - Famiglia Amphimelaniidae P. Fischer & Crosse, 1891
      - Famiglia Batillariidae Thiele, 1929
      - Famiglia Cerithiidae J. Fleming, 1822
      - Famiglia Dialidae Kay, 1979
      - Famiglia Diastomatidae Cossmann, 1894
      - Famiglia Hemisinidae P. Fischer & Crosse, 1891
      - Famiglia Litiopidae Gray, 1847
      - Famiglia Melanopsidae H. Adams & A. Adams, 1854
      - Famiglia Modulidae P. Fischer, 1884
      - Famiglia Pachychilidae P. Fischer & Crosse, 1892
      - Famiglia Paludomidae Stoliczka, 1868
      - Famiglia Pelycidiidae Ponder & Hall, 1983
      - Famiglia Pickworthiidae Iredale, 1917
      - Famiglia Planaxidae Gray, 1850
      - Famiglia Pleuroceridae P. Fischer, 1885 (1863)
      - Famiglia Potamididae H. Adams & A. Adams, 1854
      - Famiglia Scaliolidae Jousseaume, 1912
      - Famiglia Semisulcospiridae J. P. E. Morrison, 1952
      - Famiglia Siliquariidae Anton, 1838
      - Famiglia Thiaridae Gill, 1871 (1823)
      - Famiglia Turritellidae Lovén, 1847
      - Famiglia Zemelanopsidae Neiber & Glaubrecht, 2019

    - Superfamiglia Epitonioidea Berry, 1910 (1812)
      - Famiglia Epitoniidae Berry, 1910 (1812)

    - Superfamiglia Triphoroidea Gray, 1847
      - Famiglia Cerithiopsidae H. Adams & A. Adams, 1853
      - Famiglia Newtoniellidae Korobkov, 1955
      - Famiglia Triphoridae Gray, 1847